# 6 µm
O processo de 6 μm é o nível de tecnologia de processo de semicondutor MOSFET que foi alcançado por volta de 1974,  por empresas líderes de semicondutores, como a Toshiba e a Intel.